# Jun Endo
Jun Endo (遠藤 純 Endo Jun?, nacida el 24 de mayo de 2000 en Fukushima) es una futbolista japonesa que juega como delantera.Será jugadora del Angel City FC desde la temporada 2022 en la National Women's Soccer League.
En 2019, Endo jugó para la selección femenina de fútbol de Japón.

## Trayectoria

### Clubes
| Club             | País           | Año         |
| ---------------- | -------------- | ----------- |
| Nippon TV Beleza | Japón          | 2018 - 2021 |
| Angel City FC    | Estados Unidos | 2022 -      |

### Selección nacional
| Selección | País  | Año    |
| --------- | ----- | ------ |
| Absoluta  | Japón | 2019 - |

## Estadística de carrera
| Selección de Japón | Selección de Japón | Selección de Japón |
| Año                | Part.              | Goles              |
| ------------------ | ------------------ | ------------------ |
| 2019               | 12                 | 0                  |
| Total              | 12                 | 0                  |